# Campeonato Goiano 2012
In 2012 werd het 69ste Campeonato Goiano gespeeld voor voetbalclubs uit Braziliaanse staat Goiás. De competitie werd georganiseerd door de FGF en werd gespeeld van 21 januari tot 13 mei. Goiás werd kampioen.

## Eerste fase
| Plaats | Club                | Wed. | W  | G | V  | Saldo | Ptn. |
| ------ | ------------------- | ---- | -- | - | -- | ----- | ---- |
| 1.     | Goiás               | 18   | 13 | 3 | 2  | 42:20 | 42   |
| 2.     | Atlético Goianiense | 18   | 13 | 2 | 3  | 40:16 | 41   |
| 3.     | CRAC                | 18   | 8  | 2 | 8  | 29:32 | 26   |
| 4.     | Vila Nova           | 18   | 7  | 5 | 6  | 30:21 | 26   |
| 5.     | Itumbiara           | 18   | 6  | 6 | 6  | 30:29 | 24   |
| 6.     | Aparecidense        | 18   | 6  | 5 | 7  | 28:39 | 23   |
| 7.     | Rio Verde           | 18   | 5  | 4 | 9  | 26:33 | 19   |
| 8.     | Goianésia           | 18   | 5  | 3 | 10 | 16:28 | 18   |
| 9.     | Morrinhos           | 18   | 4  | 5 | 9  | 22:35 | 17   |
| 10.    | Anapolina           | 18   | 2  | 7 | 9  | 20:30 | 13   |

|  | Geplaatst voor tweede fase |
|  | Degradatie                 |

## Tweede fase
In geval van gelijkspel wint de club met de beste notering in de competitie.
|  | Halve finale        | Halve finale | Halve finale |   |                     | Finale | Finale | Finale |
|  |                     |              |              |   |                     |        |        |        |
|  | CRAC                | 1            | 0            |   |                     |        |        |        |
|  | Atlético Goianiense | 4            | 8            |   |                     |        |        |        |
|  | Atlético Goianiense | 4            | 8            |   | Atlético Goianiense | 2      | 1      |        |
|  |                     |              |              |   | Atlético Goianiense | 2      | 1      |        |
|  |                     | Goiás        | 2            | 1 |                     |        |        |        |
|  | Vila Nova           | Goiás        | 2            | 1 | 0                   | 0      |        |        |
|  | Vila Nova           |              |              |   | 0                   | 0      |        |        |
|  | Goiás               | 1            | 3            |   |                     |        |        |        |

### Kampioen
| Campeonato Goiano de 2012  |
| Goiás                      |
| -------------------------- |
| GOIÁS Kampioen (23° titel) |